# Zoltán Holba
Zoltán Holba (* 4. November 1968 in Szentendre) ist ein ehemaliger ungarischer Marathonläufer.
1987 gewann er Gold bei den Junioren-Europameisterschaften im 20-km-Straßenlauf. Von 1992 bis 1995 wurde er viermal in Folge nationaler Meister. Bei den Halbmarathon-Weltmeisterschaften kam er 1996 in Palma auf Rang 63 und 1997 in Košice auf Rang 51.
1995 siegte er beim München-Marathon, und von 1996 bis 1999 gewann er viermal in Folge den Las-Vegas-Marathon. 1998 lief er beim Marathon der Leichtathletik-Europameisterschaften in Budapest auf dem 33. Platz ein und wurde Zweiter beim Halbmarathonbewerb des Wachau-Marathons.
Zweimal nahm er an Crosslauf-Weltmeisterschaften teil. 1987 belegte er im Juniorenrennen Rang 76, 1997 auf der Langstrecke Rang 180.

## Persönliche Bestzeiten
- 10.000 m: 29:13,0 min
- Halbmarathon: 1:03:04 h, 20. September 1998, Krems an der Donau
- Marathon: 2:14:13 h